# مارسيل شوهن
مارسيل شوهن (بالألمانية: Marcel Schuhen)‏ (13 يناير 1993 بكيرشن في ألمانيا - ) هو لاعب كرة قدم ألماني في مركز حراسة المرمى. لعب مع نادي كولن وهانزا روستوك.

## وصلات خارجية
- مارسيل شوهن على موقع قاعدة بيانات كرة القدم.إي يو (الإنجليزية)
- مارسيل شوهن على موقع Soccerway.com (الإنجليزية)
- مارسيل شوهن على موقع عالم كرة القدم.نت (الإنجليزية)
- مارسيل شوهن على موقع AS.com (الإسبانية)